# Imma Monsó
Imma Monsó (teljes nevén Imma Monsó i Fornell; Lleida, 1959 –) spanyol (katalán) írónő.

## Életpályája
Francia tanár a végzettsége. Első regényének (Sosem lehet tudni, 1996.) spanyol fordítása 1997-ben Tigre Juan-díjat nyert, mint Az év legjobb első regénye.Inkább ne meséld el; A gyorsnő író ismertetője alapján.

## Regényei
- 1996 Sosem lehet tudni (katalánul). Spanyol változata Tigre Juan-díjas 1997-ben. Fordította Nemes Krisztina; Typotex, Bp., 2014 (Typotex világirodalom)
- 1998 Mint egy vakáció. Prudenci Bertrana-díj, a legjobb regény, Katalán Írószövetség
- 2001 Micsoda jellem
- 2006 Szavakból gyúrt ember; Több katalán díjat nyert. Fordítását olaszok díjazták. Fordította Nemes Krisztina, 2013. Holnap, Budapest, ISBN 978 963 346 933 0
- 2012 A gyorsnő; fordította Nemes Krisztina, 2016. Holnap, Budapest, ISBN 978 963 346 948 4
- Születésnap; ford. Nemes Krisztina; Holnap, Bp., 2018, ISBN 978 963 349 235 2

## Novellái
- 1997 Vagy van vagy nincs. Ribera d'Ebre-díj
- 2003 Inkább ne meséld el. Novellák; Barcelona nagydíja 2004-ben. Fordította Nemes Krisztina; Holnap, Bp., 2009. Holnap, Szeged, ISBN 978 963 346 861 6
- 2004 Menjünk, apa, itt nem kérnek belőlünk. Első novelláskötete új címmel, új kiadás

## Gyermekeknek
- 2005 A hóbortos iskola
- 2003 Inkább ne meséld el